# Popivți, Bar
Popivți (în ucraineană Попівці) este localitatea de reședință a comunei Popivți din raionul Bar, regiunea Vinnița, Ucraina.

## Demografie
Componența lingvistică a localității Popivți
     Ucraineană (97,78%)
     Rusă (1,94%)
     Alte limbi (0,07%)
Conform recensământului din 2001, majoritatea populației localității Popivți era vorbitoare de ucraineană (97,78%), existând în minoritate și vorbitori de rusă (1,94%).